# Ризький саміт НАТО 2006
Ризький саміт НАТО 2006 (англ. 2006 Riga summit) — 19-та зустріч на вищому рівні глав держав та голів урядів країн-учасниць Північноатлантичного альянсу, що проходила з 28 по 29 листопада 2006 року у Ризі. Це перший саміт НАТО, який проведений на території колишньої республіки СРСР. Насамперед, зустріч була присвячена обговоренню збройного конфлікту між міжнародними силами сприяння безпеці під проводом НАТО та ультрарадикальним ісламіським рухом Талібан на території Афганістану (2001 р.), зокрема увага зверталась на роль Альянсу і підсумки збройного протистояння під час війни в Афганістані, обговоренню щодо приєднання до Альянсу країн Балкан, а також продовження трансформації НАТО, зокрема впровадження процесу інтенсифікованого діалогу із іншими країнами, що зобов'язалися співпрацювати з Альянсом.

## Заходи безпеки

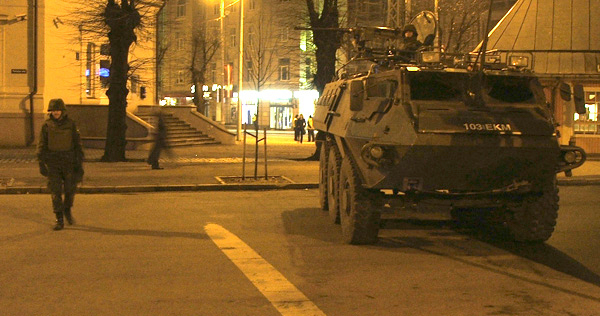
Заходи безпеки на вулицях Риги

Через загрозу замінування у ніч на 28 листопада центр столиці Латвії був повністю перекритий. Крім латиських офіцерів, поліцейських і співробітників служб безпеки, що дбали про охорону саміту, були також залучені литовські і естонські солдати, чеські підрозділи хімічного захисту, загони командос багатьох країн, крейсер УРО (ракетний крейсер), есмінець ППО, 12 винищувачів (замість звичайних чотирьох, що патрулюють небо Балтії), латвійські та французькі вертольоти, естонські бронетранспортери Pasi, — всього близько 9000 осіб. Допуск до місць проведення саміту також був обмежений, зокрема заходи, що проходили в Олімпійському спортивному центрі, Будинку Чорноголових та в залі Латвійського університету, були посилені охороною.

## Саміт
Перший день роботи саміту розпочався з відкриття виставки передових військових технологій. Виставку відкрили Президент Латвії Вайра Віке-Фрейберга та Генеральний секретар НАТО Яап де Гооп Схеффер. Після урочистих промов учасники саміту оглянули експозицію моделей літаків дальнього радіолокаційного виявлення, бойових інформаційних систем військової логістики, а також перспективні розробки інформаційних систем для кожного солдата. Такі розробки були представлені американськими, німецькими, італійським і датськими фірмами.
У рамках виставки було підписано перший договір про створення програми інформаційного рішення системи протиракетної оборони. Програма оцінюється в 75 млн євро. Договір підписано з американським концерном SAIC (англ. Science Applications International Corporation). Система протиракетної оборони — Active Layered Theater Ballistic Missile System — призначена для захисту сил Альянсу, насамперед від балістичних ракет.

### Основні теми
Головною темою саміту стало обговорення єдності Альянсу стосовно місії в Афганістані. Після складних перемовин глави держав і голови урядів дійшли висновку, що кількість військ в Афганістані повинна бути збільшена. Крім цього, не пройшли й поза увагою лідерів країн-учасниць питання щодо подальшого розширення НАТО: обговорювався можливий вступ Сербії, Боснії і Герцеговини, Македонії, Албанії, Хорватії і Чорногорії до Альянсу. Можливий вступ України і Грузії на саміті не обговорювався, але згадувався.

### Війна в Афганістані

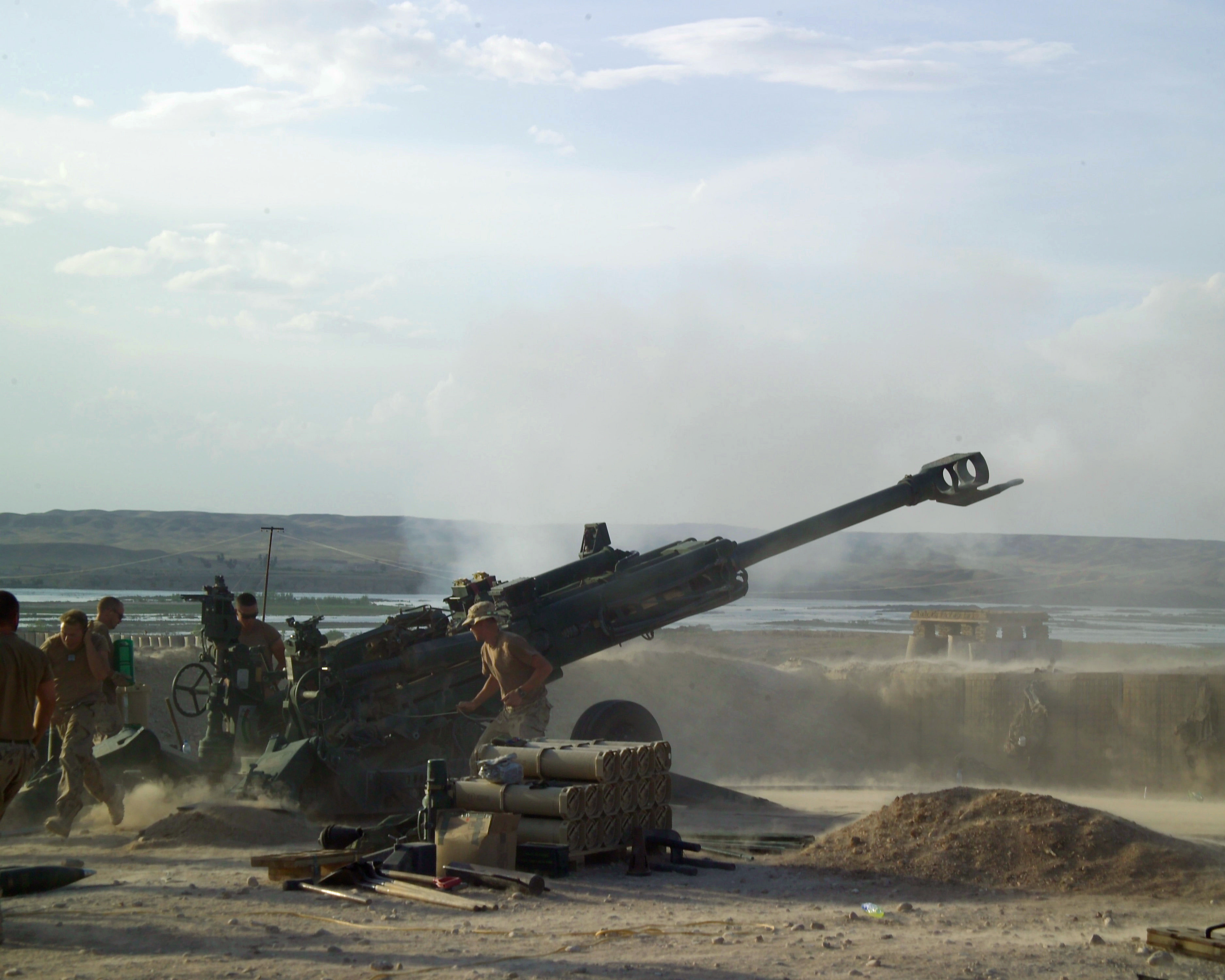
Канадські війська в Афганістані (Канада одна з тих країн, що наполягала на збільшенні військового контингенту в Афганістані)

До і під час саміту Президент США Джордж Буш, прем'єр-міністр Великої Британії Тоні Блер, прем'єр-міністр Канади Стівен Гарпер і прем'єр-міністр Нідерландів Ян Петер Балкененде звернулися із закликом до європейських лідерів країн-членів НАТО надати якомого більше військового озброєння і відправити війська в конфліктну зону півдня Афганістану. Цій заяві передувала заява верховного головнокомандувача ОЗС НАТО в Європі Джеймса Джонса, який наголосив на нестачі бойових підрозділів, відсутності адекватних вертольотів і військової розвідки.
Європейські лідери країн-членів НАТО в питанні участі в бойових діях на півдні Афганістану були категорично проти, але погодилися з тим, щоб виділити деякі військові ресурси. Крім цього, вони прийшли до згоди, що в надзвичайних ситуаціях кожен союзник зобов'язан прийти на допомогу тій країні, яка потребує допомоги. Ряд країн-членів НАТО також зобов'язалися надати додаткові гарантії озброєння сил НАТО в Афганістані, в тому числі винищувачі, вертольоти, піхотні роти. Керівники НАТО також підтримали пропозицію Франції про створення «контактної групи», яка б могла координувати дії щодо Афганістану, але Сполучені Штати мали сумніви щодо цієї пропозиції, зокрема залучення до контактної групи Ірану, який має значний вплив на Афганістан. Глави країн та урядів погодилися з тим, що група повинна бути змодельована на зразок групи під час югославських воєн в 1990-х роках.
Генеральний секретар НАТО Яап де Хооп Схеффер, підсумовуючи головне питання саміту, заявив, що реальний прогрес був досягнутий і що це було головною «родзинкою» саміту. Він рішуче не погодився із застосуванням прямої сили і додав, що через п'ять років після поразки режиму талібів, Афганістан перетвориться на сучасну демократичну країну, яка більше не буде становити загрози для всього світу, а поразка повстанців буде тільки питанням часу. Також він заявив, що є багато проблем в Афганістані, але, на його думку, головними проблемами є реконструкція та розвиток «нової» країни.

### Роль НАТО у світі
Іншим не менш важливим обговоренням стало питання утворення тісних відносин з країнами, що розташовані далеко за межами НАТО, зокрема Австралією, Японією та Південною Кореєю. Сполучені Штати і деякі інші члени НАТО наполягали на більш тісних відносинах з цими країнами. Ніколас Бернс — заступник держсекретаря з політичних питань — пояснив пропозицію США наступним чином:
|  | Ми прагнемо до більш тісного та інтенсивного партнерства з ними (...) бути пліч-о-пліч з Австралією, Південною Кореєю і Японією, які також були і в Іраку (...) і на Балканах (...) |

Ідею «глобального розширення» НАТО засудила Франція, яка вважає, що Альянс — це суто регіональний оборонний союз, який не повинен «розправляти крила» занадто далеко і по всьому світові.
На саміті не вдалося досягти консенсусу щодо майбутньої ролі НАТО і, як наслідок, дебати з приводу цього тривали і після саміту.

## Інші теми

### Косово
На саміті глави країн та глави урядів знову надали мандат міжнародним силам під керівництвом НАТО (KFOR), відповідальних за забезпечення стабільності в Косово. Це рішення було аналогічним рішенню Організації Об'єднаних Націй, яке спирається на користь незалежності Косово від Сербії, хоча остання виступає категорично проти відділення Косово і визнає її частиною своєї територієї. Члени НАТО погодилися з тим, що таке рішення може призвести до ескалації напруженості у відносинах між Сербією та Косово, і тому згодилися й надалі пильно слідкувати за ситуацією в регіоні.

### Співпраця НАТО з іншими державами
Під час саміту країни-учасниці НАТО запропонували Боснії і Герцеговині, Чорногорії та Сербії програму військової співпраці «Партнерство заради миру». Глави країн та глави урядів сподіваються, що участь у програмі цих трьох країн — це перший крок до повноцінного членства в НАТО.
Країнам Середземноморського діалогу (Мавританія, Марокко, Алжир, Туніс, Єгипет, Ізраїль і Йорданія) запропоновано участь у навчальних та просвітницьких програмах НАТО.

### Всеосяжне політичне управління
У ході саміту було офіційно схвалено договір про «Всеосяжне політичне управління», який попередньо був узгоджений міністрами оборони країн-членів НАТО в червні 2006 року. Договір створює основу і політичний напрям НАТО в найближчі 10-15 років.
В договорі зазначено, що основними загрозами для Альянсу в найближчі десятиліття є, насамперед, тероризм, регіональні кризи, неправильне використання новітніх технологій, порушення потоку життєво важливих ресурсів тощо. Альянс повинен адаптуватися до цих нових загроз і створити протягом наступних 10-15 років спільні превентивні експедиційні сили, які б змогли попереджувати ці загрози. У документі також підкреслюється, що сили НАТО повинні бути в змозі проводити різноманітні місії, операції тощо.

### Енергетична безпека

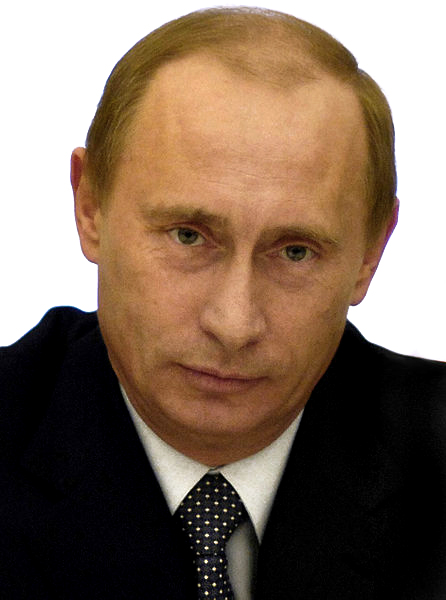
Володимир Путін (вперше за роки незалежності Латвії відмовився від зустрічі на найвищому рівні, віддавши перевагу іншому саміту)

Вперше на саміті НАТО наголошено на необхідності забезпечення енергетичної безпеки країн-учасниць Альянсу. Учасники саміту висловили своє занепокоєння стосовно подій, що склалися між Росією і Україною, і які переросли у газовий конфлікт, що зашкодив країнам Європи, насамперед членам НАТО. Учасники прийшли до згоди, що Альянс не повинен полишати увагу щодо гарантування технічно та економічно безпечного задоволення поточних і перспективних потреб споживачів в енергії. Лідери країн НАТО узгодили і направили звернення до Північноатлантичної ради, яка повинна найближчим часом проконсультуватися щодо найнагальніших ризиків у сфері енергетичної безпеки, з тим щоб визначити ті області, де НАТО може підвищити захист інтересів безпеки союзників.
Кілька лідерів НАТО, в тому числі президент Латвії Вайра Віке-Фрейберга, намагалися вжити необхідних заходів для подолання цієї кризи, а також провести двосторонні перемовини з Президентом Росії Володимиром Путіним під час саміту, але Путін не з'явився на саміт в Ризі, а натомість взяв участь у саміті СНД в Мінську, що також проходив 28 листопада 2006 року.

### Розширення НАТО
Під час саміту глави держав і глави урядів привітали зусилля трьох балканських держав у програмі Плану дій щодо членства в НАТО: Албанії, Хорватії і Македонії, і заявили, що Альянс має намір запросити цих країн на наступний Бухарестський саміт, що пройде в 2008 році, за умови, що ці країни відповідатимуть стандартам Організації Північноатлантичного договору .
Лідери країн-учасниць Альянсу також підтвердили, що НАТО залишається відкритим для нових європейських членів. Тим не менш стосовно перспективи України і Грузії стати повноцінним членом Альянсу глави країн та глави урядів під час саміту висловилися негативно, але в той же час відзначили зусилля обох країн і наголосили на проведенні подальшого інтенсивного діалогу з НАТО. На думку прем'єр-міністра Естонії Андруса Ансіпа Грузія, на відміну від України, має дуже хороші шанси, щоб вступити в НАТО, якщо заплановані реформи будуть продовжуватися.

### Сили швидкого реагування НАТО
Генеральний секретар НАТО Яап де Хооп Схеффер під час проведення саміту заявив, що сили швидкого реагування НАТО, нарешті доукоплектовані і в повному обсязі здатні виконувати місії за дорученням Північноатлантичної ради по всьому світу (це стосується передусім, евакуації, боротьби зі стихійними лихами, боротьби з тероризмом тощо). Глави держав і глави урядів домовилися розділити витрати, що будуть витікати з можливих операцій і місій сил швидкого реагування.